# Глубчин
Глубчин (нем. Steinau; пол. Głubczyn) — село в Польше, входит в Великопольское воеводство, Злотувский повят, Гмина Краенка. 

## История
Эта территория вошла в состав формирующегося польского государства при первом историческом правителе Мешко I в  X веке. Глубчин был селом  польской шляхты, включающим в себя семьи Данаборских,  Косцелецких,  Грудзинских и Горженских.
Оно было присоединено к Пруссии в результате  Первого раздела Польши в 1772 году, а с 1871 года вошло в состав  Германии. Несмотря на раздел, он оставался владением польской знати. До 1909 года село было известно как Глубчин, позже - Глубшин, а в 1926 - в Штейнау; таким образом немецкие власти пытались ассиммилировать польское население.
 Нацистская  немецкая организация Bund Deutscher Osten атаковала и разрушила местную польскую школу.
После поражения  Германии во  Второй мировой войне, в 1945 году, деревня вновь стала частью Польши, и ее историческое название было восстановлено.